# Lichtenburg (concentratiekamp)
Het concentratiekamp Lichtenburg bevond zich in het 16e-eeuwse Slot Lichtenburg in Prettin in de Duitse provincie Saksen. Het slot werd al vanaf 1812 als tuchthuis gebruikt en werd in 1928 om bouwkundige en hygiënische redenen gesloten.

## 1933–1937 - Mannenkamp
Het kamp Lichtenburg was een van de eerste kampen van nazi-Duitsland en werd op 13 juni 1933 ingericht als concentratiekamp voor mannelijke gevangenen. Het kamp was voor 1000 gevangenen gepland, maar in september 1933 waren er al 2000 gevangenen opgesloten. De levensomstandigheden waren slecht; van 20 gevangenen is vastgelegd dat zij om het leven kwamen. In het begin werden voornamelijk communisten en socialisten opgesloten, maar vanaf 1934 ook homoseksuelen en misdadigers. In 1934 ging het toezicht op het kamp over van de politie naar de SS.

## 1937–1939 - Vrouwenkamp
In augustus 1937, na de oprichting van de kampen Sachsenhausen en Buchenwald, werd het mannenkamp gesloten. Vanaf 15 december 1937 werden vrouwelijke gevangenen in het kamp ondergebracht. Tot 1939 werden in totaal 1415 vrouwen opgesloten. Omdat het kamp bouwkundig in te slechte staat was werden in mei 1939 de overgebleven 867 gevangen naar het nieuwe kamp Ravensbrück overgebracht.
Na 1939 werd het slot gebruikt als onderkomen voor SS-Totenkopfverbände.

## Bekende gevangenen
- Friedrich Ebert junior, SPD-politicus en zoon van de voormalige Rijkspresident
- Lina Haag, pacifiste
- Hans Litten, jurist
- Ernst Reuter, burgemeester van Maagdenburg; later burgemeester van West-Berlijn